# NGC 644
NGC 644 is een balkspiraalstelsel in het sterrenbeeld Phoenix. Het hemelobject werd op 5 september 1834 ontdekt door de Britse astronoom John Herschel.

## Synoniemen
- PGC 6097
- ESO 244-43
- MCG -7-4-27
- FAIR 706
- AM 0136-425
- IRAS01367-4250